# Libor Pešek
Libor Pešek (22. června 1933 Praha – 23. října 2022) byl český dirigent, žák Karla Ančerla, Václava Smetáčka a Václava Neumanna na Hudební fakultě Akademie múzických umění v Praze.

## Životopis
V mládí studoval hru na klavír, pozoun a violoncello. V době gymnaziálních studií začal hrát jako pozounista ve svém vlastním jazzovém Orchestru Libora Peška. Později, v roce 1958, založil Komorní harmonii, dechový ansámbl, který uváděl na pravidelných koncertech v Divadle Na zábradlí v Praze i premiéry děl mladých soudobých českých skladatelů. V letech 1965–1969 řídil další jím založený komorní soubor Sebastian orchestr, se kterým stejně jako s Komorní harmonií úspěšně vystupoval i v cizině.
Od roku 1970 hostoval u různých českých i zahraničních orchestrů. Byl přizván ke spolupráci s orchestry v Holandsku a krátce působil jako šéf Slovenské filharmonie v Bratislavě. V letech 1981–1990 byl stálým hostem České filharmonie.
Vrcholem kariéry bylo jeho desetileté (1987–1997) působení ve funkci uměleckého ředitele a šéfdirigenta Královského filharmonického orchestru v Liverpoolu (Royal Liverpool Philharmonic Orchestra), se kterým i nadále vystupoval jako čestný dirigent. V Anglii se významně zasloužil o systematickou propagaci české tvorby, zvláště díla Josefa Suka.
Od roku 1990 byl hlavním hostujícím dirigentem Symfonického orchestru hlavního města Prahy FOK. V roce 2007 se stal hlavním dirigentem Českého národního symfonického orchestru. Spolupracoval také s českými orchestry (Česká filharmonie, Symfonický orchestr Českého rozhlasu a další) a vystupoval v zahraničí.
Při příležitosti státní návštěvy britské královny Alžběty II. v České republice v roce 1996 obdržel Řád britského impéria. Téhož roku byl jmenován čestným členem Univerzity v hrabství Lancashire v Prestonu. V roce 1997 získal Cenu Classic a z rukou prezidenta Václava Havla Medaili Za zásluhy I. stupně.

## Hlavní působiště
- 1963–1969 Severočeská filharmonie Teplice – šéfdirigent
- 1970–1977 Komorní filharmonie Pardubice – šéfdirigent (nyní čestný šéfdirigent)
- 1981–1982 Slovenská filharmonie – šéfdirigent
- 1982–1990 Česká filharmonie – dirigent
- 1987–1998 Královský filharmonický orchestr v Liverpoolu – umělecký ředitel, šéfdirigent
- 1994–1999 předseda výboru mezinárodního hudebního festivalu Pražské jaro
- 2007 Český národní symfonický orchestr – hlavní dirigent